# Lipnica (miasto Loznica)
Lipnica (cyr. Липница) – wieś w Serbii, w okręgu maczwańskim, w mieście Loznica. W 2011 roku liczyła 894 mieszkańców.